# Číňanovy trampoty v Číně
Číňanovy trampoty v Číně (1879, Les tribulations d'un Chinois en Chine) je dobrodružný román francouzského spisovatele Julesa Verna z jeho cyklu Podivuhodné cesty (Les Voyages extraordinaires). Česky román vychází též pod názvem O život.
Kniha byla dvakrát poměrně úspěšně zfilmována. Poprvé roku 1931 německým režisérem Robertem Siodmakem pod názvem Der Mann, der seinen Mörder sucht v hlavní roli s Heinzem Rühmannem, podruhé roku 1965 francouzským režisérem Philippem de Brocou s názvem Les tribulations d'un Chinois en Chine (v českém názvu Muž z Hongkongu) s Jeanem-Paulem Belmondem v hlavní roli.

## Obsah románu
Kniha vypráví příběh mladého velice bohatého Číňana jménem Kin-Fo, který je velice znuděný životem. Když se dozví, že jeho významné investice ve Spojených státech zkrachovaly a že mu hrozí bankrot, rozhodne se spáchat sebevraždu. Odmítá se však sám zabít, protože chce zažít před smrtí alespoň jednou ve svém životě nějaké vzrušení. Uzavře proto životní pojistku na dvě stě tisíc dolarů a domluví se se svým přítelem, starým filozofem Wangem, aby jej zavraždil před vypršením pojistného období.
Náhle však obdrží zprávu, že informace o krachu americké banky, ve které měl uložené své finanční prostředky, byla pouze marketingový trik, a že ve skutečnosti je ještě bohatší než předtím. Okamžitě se chce spojit s Wangem a zrušit jejich dohodu, ten však již zmizel. Kin-Fo musí cestovat po celé Číně (doprovázen svým loajálním, ale poněkud neschopným sluhou a dvěma muži tělesné stráže z pojišťovny), aby Wanga našel a zrušil jejich dohodu. Po celé řadě dobrodružství, kdy mu mnohokrát hrozila smrt ze strany Wangem najatých vrahů, je nakonec Kin-Fo zajmut a se zavázanýma očima dopraven ke svému překvapení do vlastního domu, kde již na něho čekají jeho přátelé včetně Wanga. Nyní se dozví, že vše bylo Wangem zinscenováno, aby obdržel lekci o tom, jak je život cenný a krásný.

## Ilustrace
Knihu Číňanovy trampoty v Číně ilustroval Léon Benett.

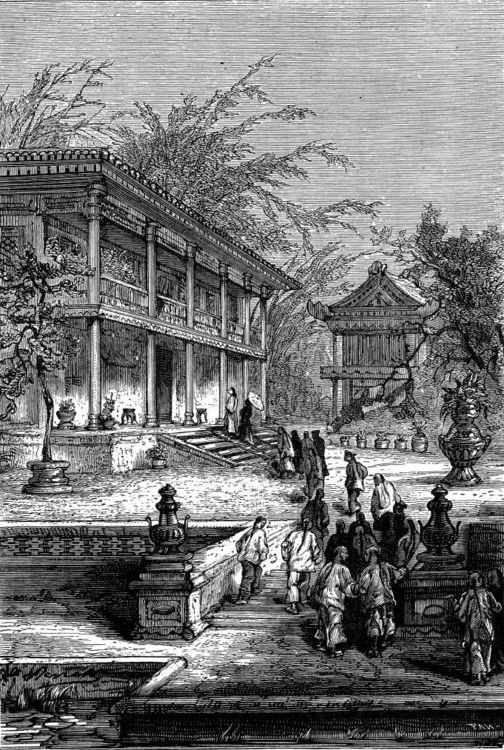
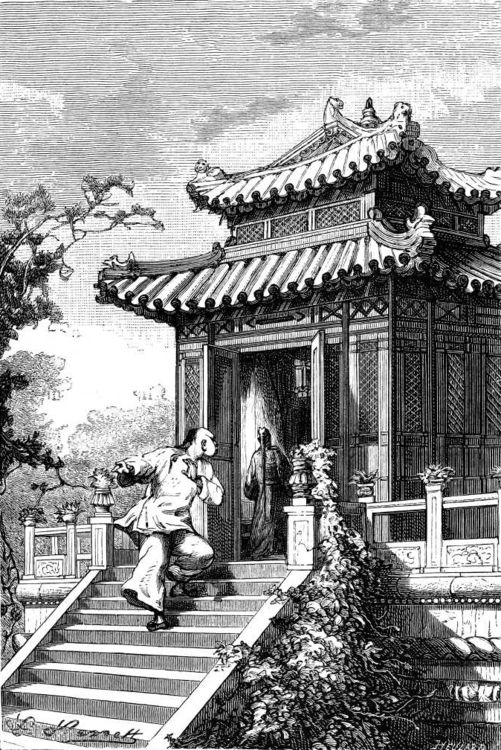
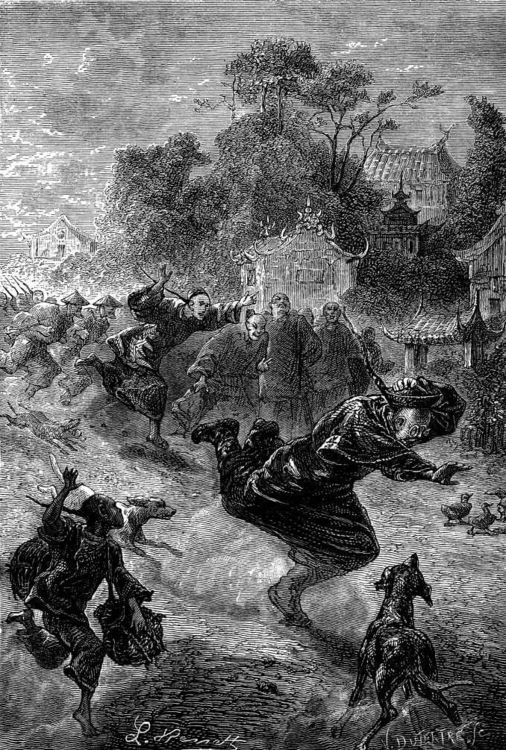
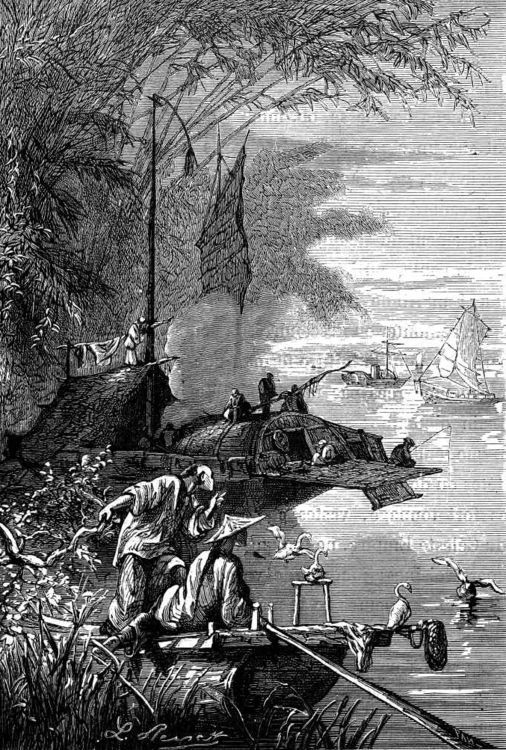
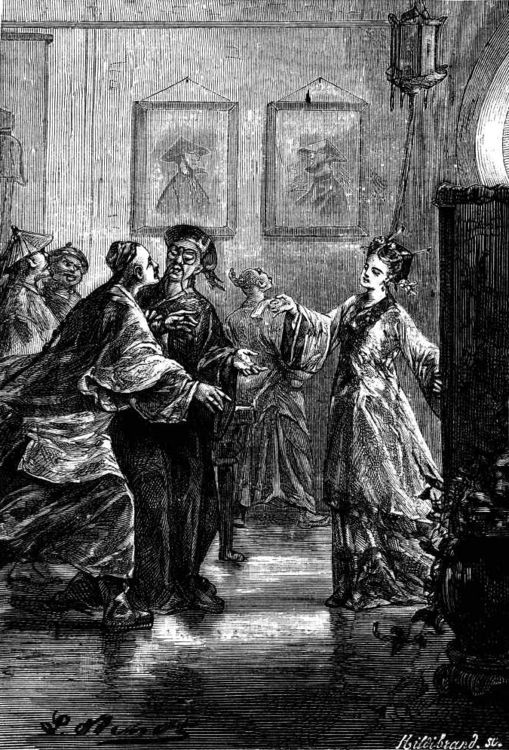

## Česká vydání
- Číňanovy nehody v Číně, Karel Rathouský, Rychnov nad Kněžnou 1888, přeložil J. T-ý, Dostupné online.
- O život, Josef R. Vilímek, Praha 1900, přeložil Václav Patejdl.
- Nebešťan a jeho svízel i štěstí, Eduard Beaufort, Praha 1912, přeložil Pavel Projsa.
- O život, Josef R. Vilímek, Praha 1926, přeložil Václav Patejdl.
- Číňanovy trampoty v Číně, Albatros, Praha 1969, přeložil Václav Netušil.
- O život, Návrat, Brno 1994, přeložil Václav Patejdl, znovu 2004.
- O život, Omega, Praha 2020, přeložil Václav Patejdl.
- Číňanovy trampoty v Číně, Nakladatelství Josef Vybíral, Žalkovice 2021, přeložil Václav Patejdl.